# 忽冷忽热
〈忽冷忽热〉（英語："Hot N Cold"），是美国歌手凱蒂·佩芮的一首歌曲，由佩芮、盧克博士和马克斯·马丁共同創作，盧克博士、馬丁及本尼·布兰科共同製作。作为第二首单曲收录于专辑《花漾派對》，同时独立发行。单曲最好成绩达到了《公告牌》百强单曲榜第三名的位置。副歌歌词中采用一系列反义词（冷热、是否、裡外、上下、錯對、黑白）来阐述歌曲人物之间的复杂不稳定关系。